# Nürnberg–Erfurt nagysebességű vasútvonal
A Nürnberg–Erfurt nagysebességű vasútvonal egy 106,8 km hosszú kétvágányú, 15 kV, 16,7 Hz-cel villamosított nagysebességű vasútvonal Németországban Nürnberg és Erfurt között. A vonal két részből áll: egy hagyományos vonalból Nürnberg és Ebensfeld között, továbbá egy új építésű vonalból Ebensfeld és Erfurt között. A vasút része az Európai Unió transzeurópai nagysebességű vasúthálózatának, továbbá a Berlin–München-útvonalnak. Miután megépült, a főváros és München között a menetidő kevesebb, mint négy órára rövidült. A vonalat nappal az ICE vonatok, éjjel pedig tehervonatok használják. Az építkezés 1991-ben kezdődött el, és 2017-ben fejeződött be. A menetrend szerinti forgalom 2017 december 9-én indult meg az új vasútvonalon.